# Moët & Chandon

Logo

Moët & Chandon [moˌɛt‿e ʃɑ̃ˈdɔ̃], sau Moët (pronunțat moet), este o vinărie franțuzească și co-proprietarul companiei de bunuri de lux Moët-Hennessy • Louis Vuitton. Moët & Chandon este unul dintre cei mai mari producători mondiali de șampanie și un proeminent nume în această industrie. Compania deține un Mandat Regal pentru a furniza șampanie reginei Elisabeta a II-a a Marii Britanii. Moët & Chandon a fost înființată în anul 1743 de către Claude Moët, iar astăzi deține peste 1.000 de hectare de viță de vie și produce anual aproximativ 26.000.000 de sticle de șampanie.

## Istoric

### Fondarea
Moët & Chandon a început ca Moët & Cie (Moët & Co.), stabilit de comerciantul Claude Moët în 1743, și care a început să își trimită vinul din Champagne spre Paris. Domnia lui Regele Ludovic al XV-lea a coincis cu cererea tot mai mare pentru acel tip de vin spumant. Astfel că, după puțin timp de la fondare, și după ce și fiul pe nume Claude-Louis s-a alăturat companiei Moët & Cie, printre clienții vinăriei s-au numărat numeroși nobili și aristocrați.
Moët și-a început afacerea în 1750 cu Madame de Pompadour, care furniza Curții Regale la Compiègne șampania lui Moët. De asemenea, în anul 1750, Moët a început să își extindă afacerea în Germania, Spania și Estul Europei.  În 1792, la moartea lui Claude Moët, nepotul acestuia Jean-Rémy Moët a fost cel care și-a asumat controlul asupra companiei Moët & Cie, și a extins afacerea cumpărând terenurile cu viță de vie de la Abbey of Hautvillers, unde călugărul din ordinul Benedictin, Dom Pérignon, a perfecționat tehnica de dublă-fermentație pentru crearea șampaniei.
Mai mult decât atât, numele de Moët a devenit prestigios înainte chiar ca locul vinăriei să devină cunoscut; Regele Carol al VII-lea i-a înnobilat pe frații Jean și Nicolas Moët (strămoșii lui Claude) în anul 1446.

### În secolul al XIX-lea
Compania a atras un loial interes internațional imediat după ce a inițiat o întâlnire cu Napoleon. Jean-Rémy, care devenise primar al Épernay în 1802, l-a întâlnit pe Napoleon în 1804. În interiorul caselor pentru oaspeți nou construite la sediul Moët de pe Bulevardul Champagne, numărul 20, Napoleon I, împreună cu anturajul său, a cinat și degustat vinuri oferite cu generozitate de gazdă. Istoricul Patrick Forbes a scris: „oricine care era cineva în Europa trecea prin districtul Șampaniei în drumul de la Paris spre Congresul de la Viena și toți aceștia doreau să-l viziteze pe renumitul inventator al șampaniei. ... Cei 10 ani petrecuți sub lumina reflectoarelor Napoleoniene l-au făcut cel mai faimos vinificator din lume și comenzile pentru șampania sa au început să curgă cu așa o abundență încât cu greu a știut cum să le umple”. Ca o apreciere pentru generozitatea lui Jean-Rémy, Împăratul Franței i-a făcut cadou propria sa Cruce a Ofițerului din Legiunea de Onoare. Pentru a returna gestul, în cinstea lui Napoleon, Moët mai târziu în istorie i-a dedicat al său vin spumant, Brut Imperial.
După conexiunile cu Napoleon, compania lui Moët avea un portofoliu care conținea figuri proeminente drept clienți Țarul Alexandru al II-lea al Rusiei, Împăratul Francisc I al Austriei, Arthur Wellesley - primul Duce de Wellington, Madame de Staël, Regina Victoria și mulți alții. Vânzările în timpul anilor 1820 se cred a fi fost în jur 20,000 de sticle anual. Conducerea companiei s-a schimbat în 1832, când Jean-Rémy s-a retras, lăsând afacerea pe mâinile fiului său Victor Moët și fiului vitreg Pierre-Gabriel Chandon de Briailles. Cum Chandon a fost încorporat în companie ca și co-proprietar, numele a fost schimbat oficial chiar în acel an în „Moët et Chandon”. Urmărind introducerea conceptului de șampanie vintage, care se întoarce la origini, apanaj al anului 1840, Moët a comercializat propriile astfel de sticle în 1842. Dar, cel mai bine vândut produs al lor din toate timpurile, Brut Imperial a fost lansat în anii 1860.
Zona Marne Valley din regiunea Champagne-Ardenne a devenit proprietatea Moët & Chandon în 1879, când compania și-a extins operațiunile. A urmat introducerea a mai multor soiuri de struguri aromați precum Cramant, Le Mesnil, Bouzy, Ay, Marne, și Verzenay. Deoarece expansiunea companiei era continuă, angajații contau foarte mult. La momentul respectiv, aproximativ 2,000 de persoane erau angajate la Moët & Chandon și o formă de "securitate socială" a luat naștere astfel încât existau asistență medicală gratuită, pensii, concediu de maternitate, plata pentru boală și asistență legală gratuită. Deținătorii de posturi de lucru includeau pivnițeri, tăietori dopuri de plută, grefieri, cultivatori de viță de vie, tinichigii, împletitori de coșuri, pompieri, ambalatori, rotari. Vânzările în 1872 s-au raportat a fi fost de 2,000,000 de sticle și de 2.5 milioane până în 1880, în timp ce clientela principală făcea parte în continuare din pozițiile sociale ierarhice înalte.

### Pietre de hotar în secolul XX

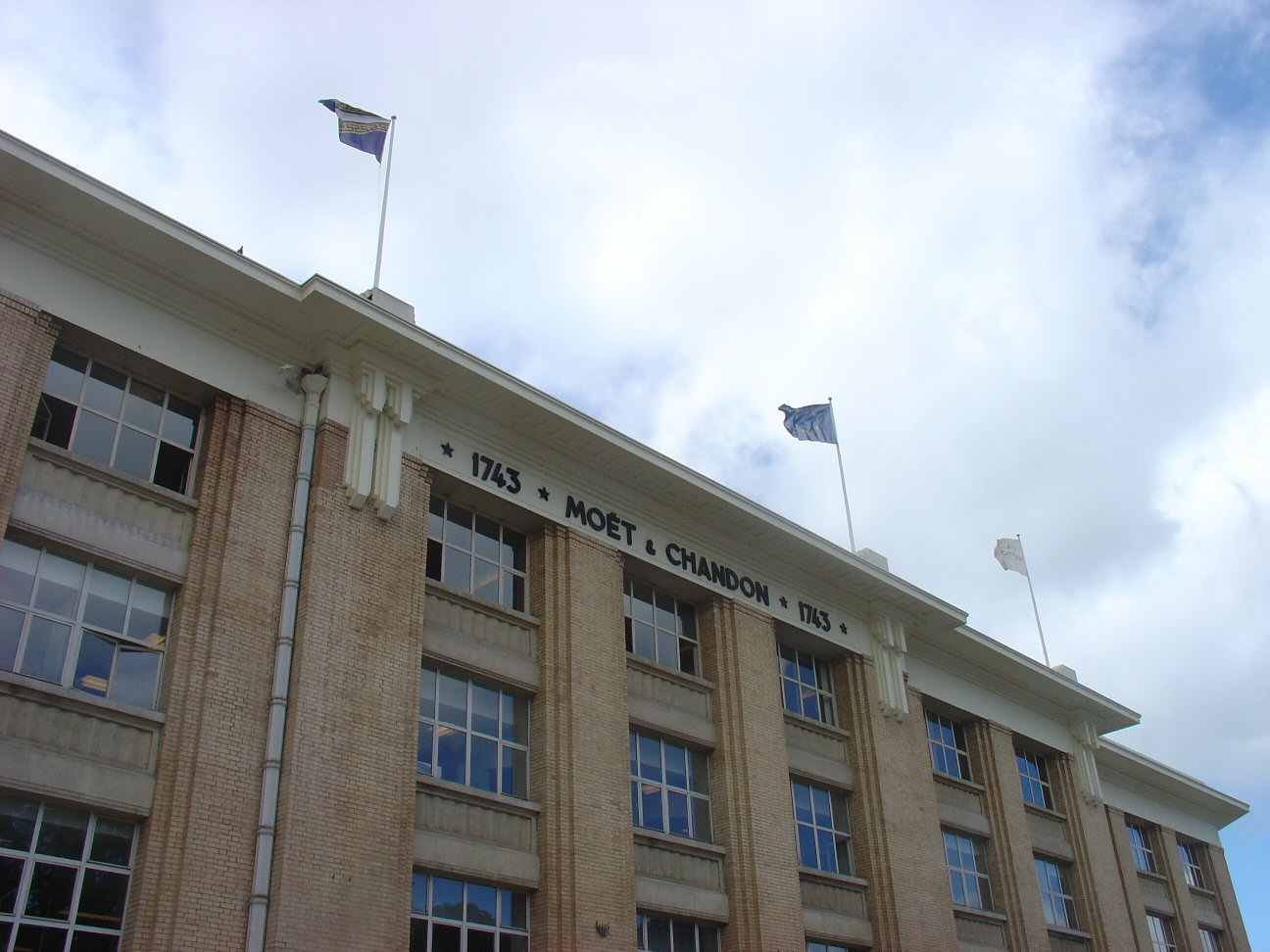
Sediul central in Épernay.

Primul Război Mondial a adus Franței distrugeri masive. Moët & Chandon au pierdut birourile și casele pentru oaspeți, unde Napoleon I a stat, în urma bombardamentelor. După război, compania și-a restabilit poziția pe piață, introducând marca de șampanie vintage Dom Pérignon, spre sfârșitul anului 1920. Prezentarea etichetei de Dom Pérignon din partea Moët & Chandon a determinat formarea unui trend în care numeroase alte producătoare de șampanie au început să introducă propriile mărci de vin spumant vintage, care se doreau a surclasa soiurile obișnuite de șampanie vintage proprii. Cu toate acestea, Dom Pérignon a fost cel mai de succes brand. Dom Pérignon a fost recunoscută ca fiind șampania perfectă și, de asemenea, cea mai costisitoare dintre cele existente pe piață. Pe perioada celui de Al Doilea Război Mondial în care Franța a fost ocupată de Germania Nazistă, afacerea a fost și ea afectată într-un mod negativ. Oricum, ca urmare a modernizării operațiunilor în interiorul firmei, recuperarea s-a realizat foarte bine. Scopurile de corectitudine și eficiență s-au reflectat în toate elementele de producție, de la instalarea unor noi prese de vin până la un sistem complet de stimulente pentru angajați.
Contele Robert-Jean de Vogüé, o figură remarcabilă în achiziționarea vinurilor, a devenit liderul companiei Moët & Chandon în anii 1950. Transformat dintr-o afacere de familie într-o corporație, Moët & Chandon de sub conducerea lui Vogüé a cunoscut un succes și o expansiune de nedescris. În 1962 a devenit prima firmă de șampanie enumerată în cadrul pieței de capital a Franței. În același an, compania a obținut drepturi depline asupra celei mai vechi case producătoare de vin din Franța și principalul competitor al Moët & Chandon, Ruinart Père et Fils. O altă casă rivală producătoare de vinuri, Champagne Mercier, a fost preluată în 1970. Puțin mai târziu Moët & Chandon a devenit interesată de Christian Dior SA, firmă de parfumuri aparținând lui Christian Dior, care a fost primul investitor din afara industriei cu vinuri; curând, și această companie a fost preluată de Moët. Moët & Chandon a realizat un salt uriaș spre dezvoltare și succes în 1971 când a fuzionat cu marele producător de coniac Jas Hennessy & Co. pentru a crea Moët-Hennessy. Decizia a fost luată ca urmare a unei ordonanțe din anul 1927 care limita terenurile pentru cultivarea viței de vie destinate producerii șampaniei la 34,000 hectare. De Vogüé a considerat că terenul de rezervă pentru cultivare pe care îl dețineau (mai puțin de 25,000 de hectare) ar fi devenit complet neroditor până în anul 2000 datorită cererii foarte mari de șampanie. Astfel că, unirea cu Hennessy a părut cea mai logică, ei putând asigura celor de la Moët diversitate și un viitor stabil. Împreună, cele două companii au crescut financiar și au reușit, ca grup, „să stimuleze creșterea intereselor comune pe plan internațional”.
În 1973, compania a lansat Domaine Chandon, o sucursală în California. S-a realizat și ultima fuziune, cu Louis Vuitton, un prestigios furnizor de bunuri de lux. Această ultimă fuzionare a dat naștere celei mai mari companii de lux din lume, Moët-Hennessy • Louis Vuitton LVMH, aducând un câștig de peste 16 miliarde de euro în anul fiscal 2004. În 2006, Moët & Chandon Brut Impérial a emis o serie extrem de limitată de sticle din șampania denumită „Be Fabulous” (care se dorea a fi un omagiu adus sticlei originale) decorate cu cristale Swarovski. Tot în 2006, Moët & Chandon a iluminat Statuia Libertății din New York cu ocazia celebrării celei de a 120-a aniversări.
În 2007, compania și-a lansat șampania Grand Vintage 2000 European Launch la Musée de l'homme în Paris.

## Dom Perignon

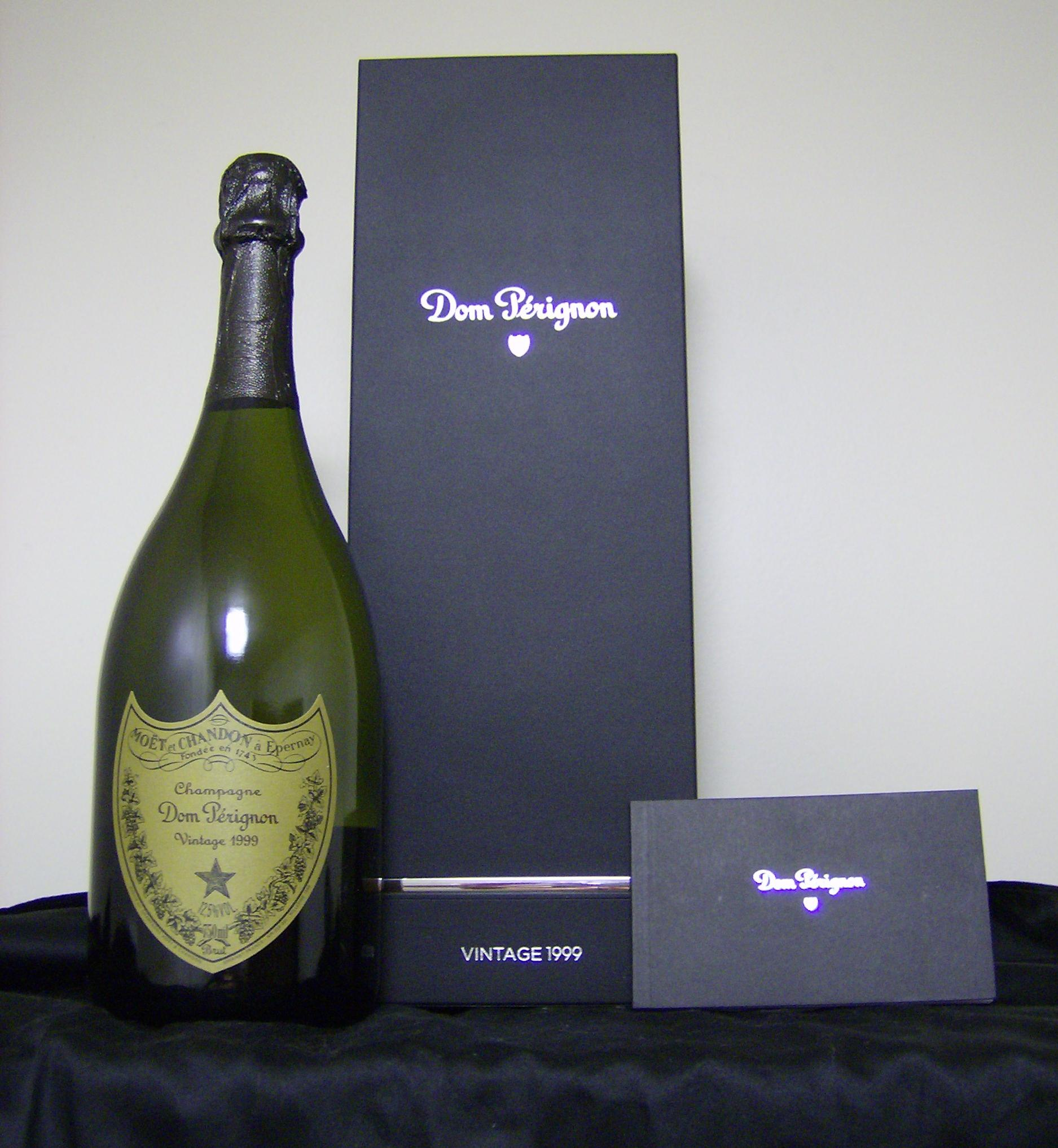
O sticlă de Dom Pérignon din anul 1999

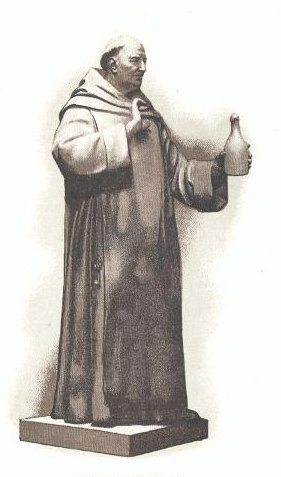
Dom Pierre Pérignon

Dom Pérignon (engleză: [ˌdɒmpɛrɪˈnjɒn]) este o marcă de șampanie produsă de Moët & Chandon. Numele îi vine de la călugărul Dom Pérignon, care a fost un important pionier în supravegherea calității realizării șampaniei, dar care, contrar miturilor, nu a descoperit metoda ce stă la baza producerii vinului spumant. Dom Pérignon a fost primul prestigios vin cuvée, în urma ideii propuse de Englishman Laurence Venn. Primul vintage al Dom Pérignon a fost din anul 1921 și a fost pus în vânzare abia în 1936. Dom Pérignon este o șampanie vintage, prin vinatge înțelegându-se că băutura este preparată doar în cel mai bun an și toți strugurii folosiți sunt recoltați în același an. Multe alte șampanii, din contră, sunt non-vintage, fiind preparate din struguri recoltați din ani diferiți.

### Producția curentă
În jur de 5 milioane de sticle de tipul vintage sunt produse în fiecare an. Vinul este 60% Chardonnay și 40% Pinot Noir. Potrivit lui Tom Stevenson, „Toate vintage-urile au nevoie de cel puțin 12 ani vechime pentru a ajunge să poarte semnătura Dom Pérignon și anume spuma mătăsoasă specifică”. Pentru anul 2008, s-a lansat Dom Pérignon-ul din ediția vintage a lui 2000, iar Dom Pérignon Rosé face parte din 1998 vintage. Pentru cel curent (2009) vinificatorul este Richard Geoffroy, care a ocupant postul de Chef de Cave (Șef de Pivniță) pentru Dom Pérignon din 1998.

## Domaine Chandon
În 1973, compania de atunci Moët-Hennessy a fondat Domaine Chandon, o sucursală a vinăriei în Napa Valley. Era prima companie franțuzească producătoare de vin spumant din Statele Unite ale Americii. Domaine Chandon din Australia a fost stabilit în 1986 la Coldstream, Victoria.